# Monastère Notre-Dame-du-Torrent-de-Vie
Le  monastère Notre-Dame du Torrent de Vie, situé au Thoronet (lieudit « La Manuelle »), est constitué d’un ensemble de bâtiments implanté en pleine garrigue sauvage, avec son église, sur un terrain situé à 500 mètres de l’abbaye du Thoronet, l’une des trois merveilles cisterciennes de Provence, en bordure du domaine Sainte-Croix la manuelle.
Le monastère abrite une communauté religieuse de moniales  relevant de la Famille monastique de Bethléem, de l'Assomption de la Vierge et de saint Bruno (ordre religieux contemplatif et monastique de droit pontifical). 
La famille monastique de Bethléem, de l'Asssomption de la Vierge et de Saint Bruno est née le 1er novembre 1950, lors de la promulgation du dogme de l'Assomption de la Vierge par le Pape Pie XII sur la Place Saint-Pierre à Rome. C'est en 1976 qu'est fondée la première communion de moines en France. Aujourd'hui cette famille monastique comprend environ 600 membres provenant de divers continents, répartis en 33 monastères à travers le monde.

## Accès
On y accède par la route départementale D 279. à pied, on peut y venir en empruntant le GR de Chemins de Compostelle, partant de l’abbaye, en passant par le hameau des « Bruns » (circuit rouge, ou partant de l’abbaye en longeant le D 279 (circuit rose).

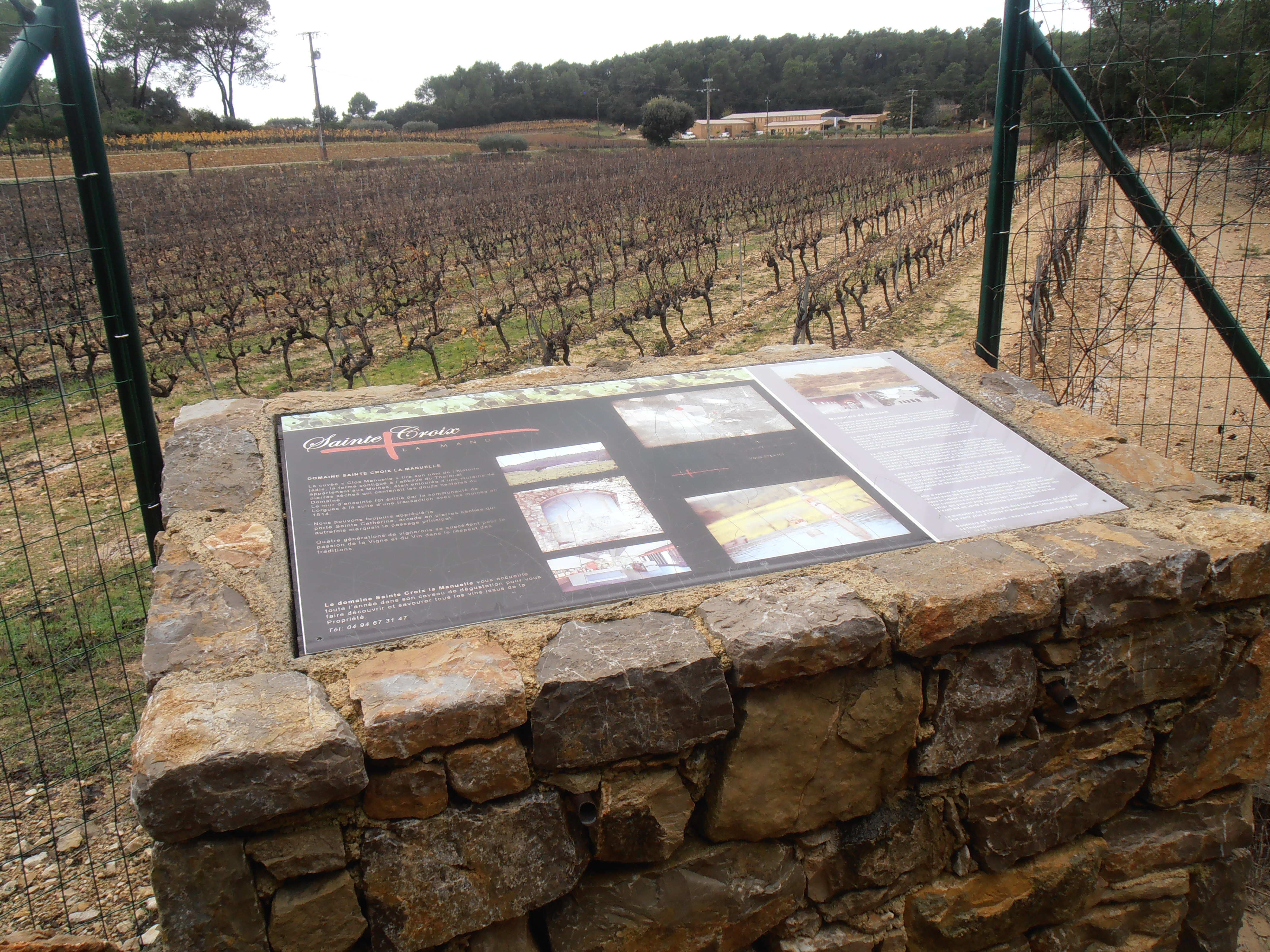
Signalétique montée vers l'église.

La cuvée “Clos Manuelle” tire son nom de l'histoire de la ferme, jadis contiguë à l'abbaye du Thoronet. Celle-ci appartenait aux Moines et était entourée d'une muraille de pierres sèches sur une contenance de 12 hectares de domaine. 
Le mur d'enceinte fut édifié par la communauté de Lorgues à la suite d'une transaction avec les moines en 1514. La porte Sainte Catherine, arcade en pierres sèches, qui autrefois marquait le passage principal, en témoigne encore.

## Histoire
À l’appel de Monseigneur Gilles Barthe, alors évêque de Fréjus et Toulon, un monastère provisoire était installé le 02 février 1978 à proximité de l'abbaye médiévale.

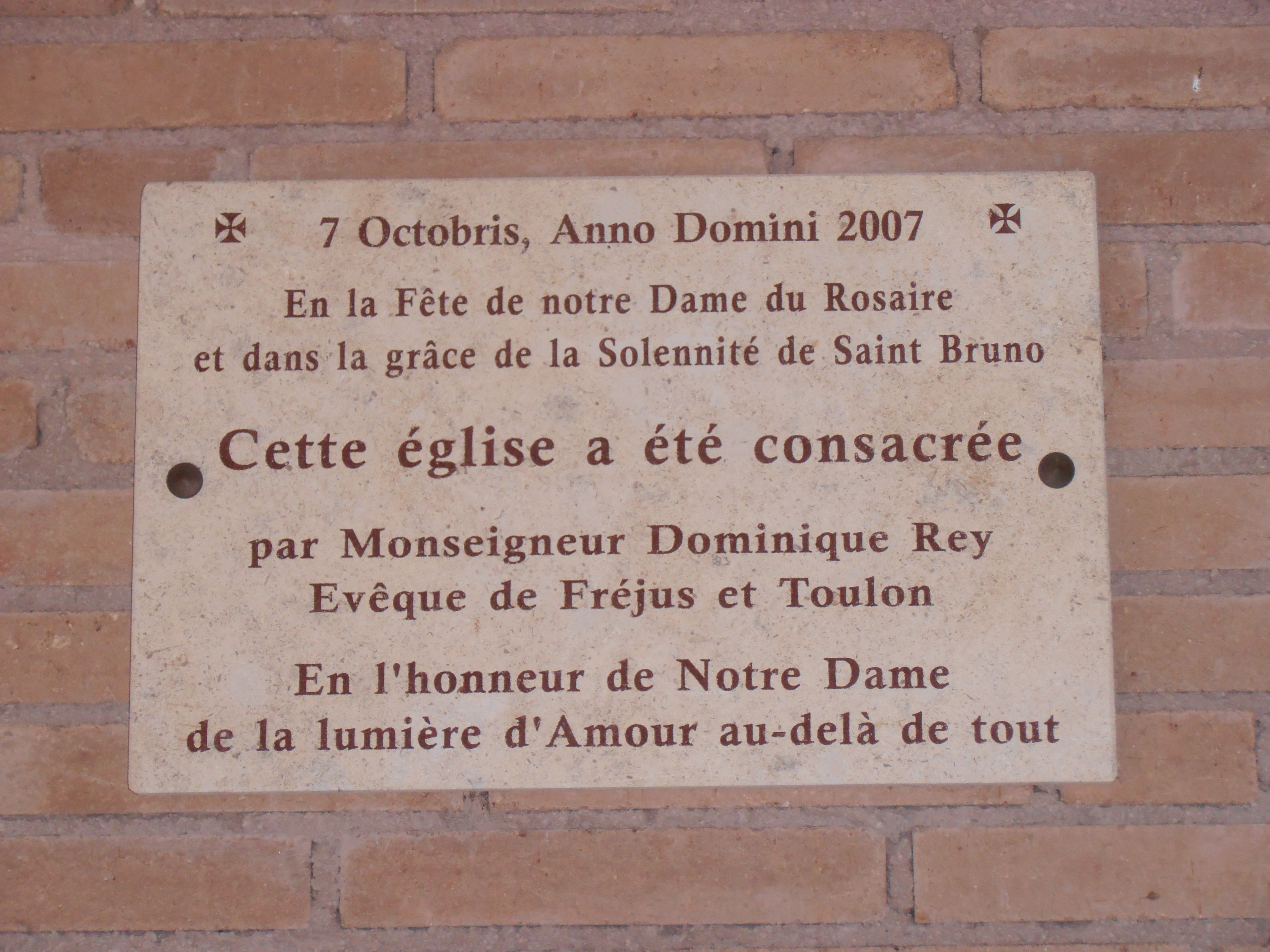
Consécration de l'église.

Pendant près de trente ans les moniales d'ordre nouveau d'inspiration d'Ordre cartusien, ont habité dans des cabanes de chantier où elles ont mené leur vie de prière et de travail dans la solitude, mais dans des conditions d’installation particulièrement précaires. 
Le monastère des Sœurs de Bethléem relève de la "Paroisse de Lorgues", Diocèse de Fréjus-Toulon.
La réalisation des différentes constructions du monastère a été réalisée de 1991 à 2000. Aujourd’hui le cloître d’ermitages de la « Maison Haute » est achevé et a permis d’accueillir une vingtaine de sœurs. L’église "Notre Dame-de-la-Lumière-au-delà-de-Tout" a été consacrée par Monseigneur Dominique Rey le 07 octobre 2007.
Les jours de la semaine, en dehors des deux grands offices liturgiques et de la messe quotidienne qui rassemblent les sœurs à l'église du monastère, elles demeurent autant que possible dans le silence et la solitude des ermitages, y accomplissant les activités quotidiennes. 
En effet, pour gagner le pain quotidien du monastère toutes les moniales accomplissent leur travail en solitude, certaines dans l’atelier de leur ermitage, d’autres dans le monastère. Un magasin situé à l’entrée du monastère, permet de découvrir cet artisanat d'art,.
Le samedi et le dimanche, le chapitre de la communauté, elles effectuent une longue marche dans la nature environnante, un repas communautaire et une rencontre autour de l'Evangile renforcent les liens de communion fraternelle.

Chaque jour, les moniales célèbrent l'office divin dans l'église du monastère : les Matines et les Vêpres, ainsi que l'Eucharistie quotidienne. Les autres petites heures de l'office (Office de l'Attente, Tierce, Sexte, Nome et Compies) sont célébrées dans la solitude de leurs ermitages. 

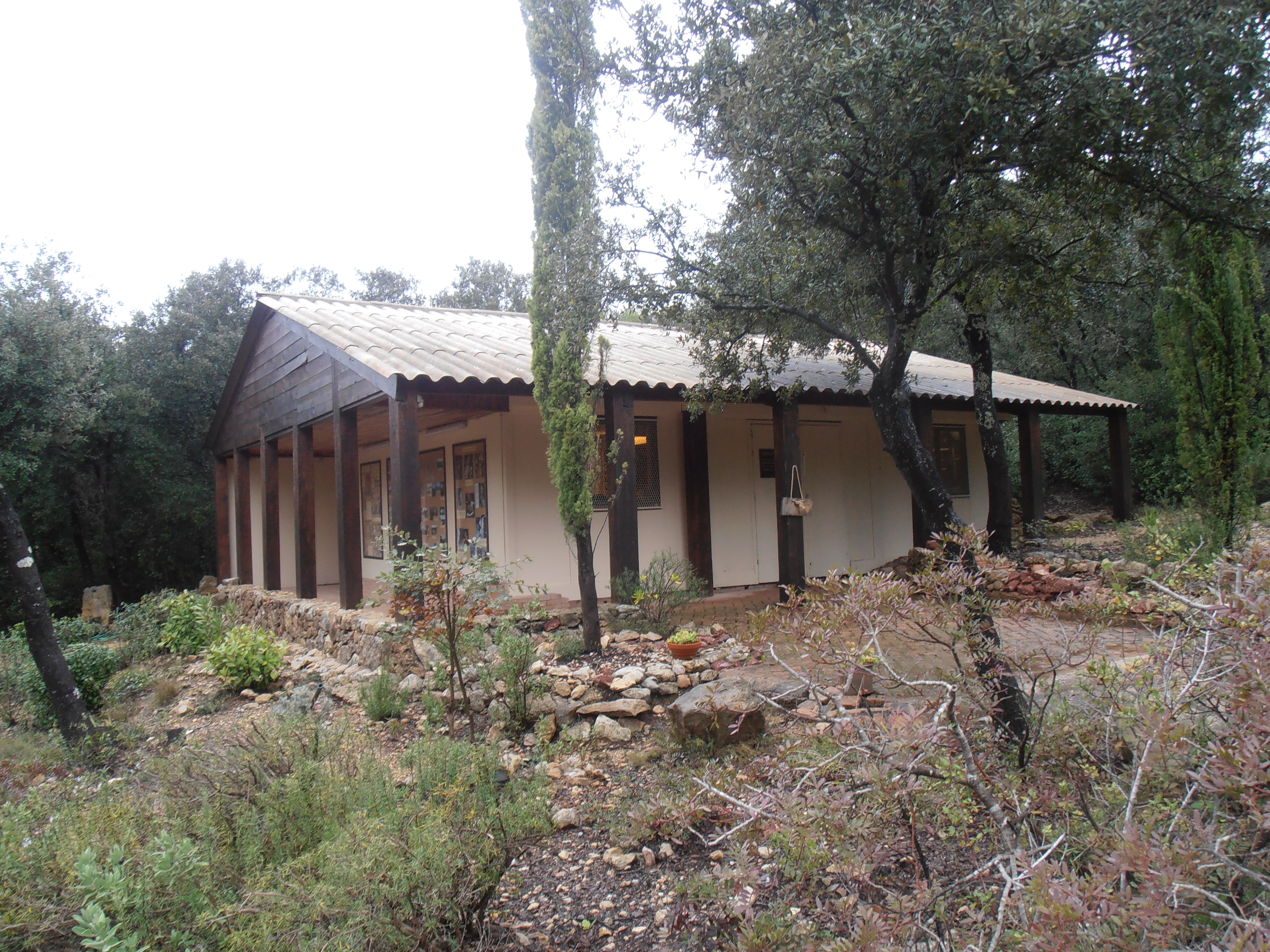
Bâtiment d'accueil.

L'église est ouverte à toute personne désireuse de se joindre à la prière des moniales. La maison, qui existait sur le terrain acquis en 1978, a été restaurée et transformée en maison d'accueil pour des hôtes.
La construction du parvis d'hospitalité, proche de l'église, comprenant une salle d'exposition artisanale et des parloirs ouverts aux pèlerins, groupes, visiteurs a été engagée en 2019.

## Architecture

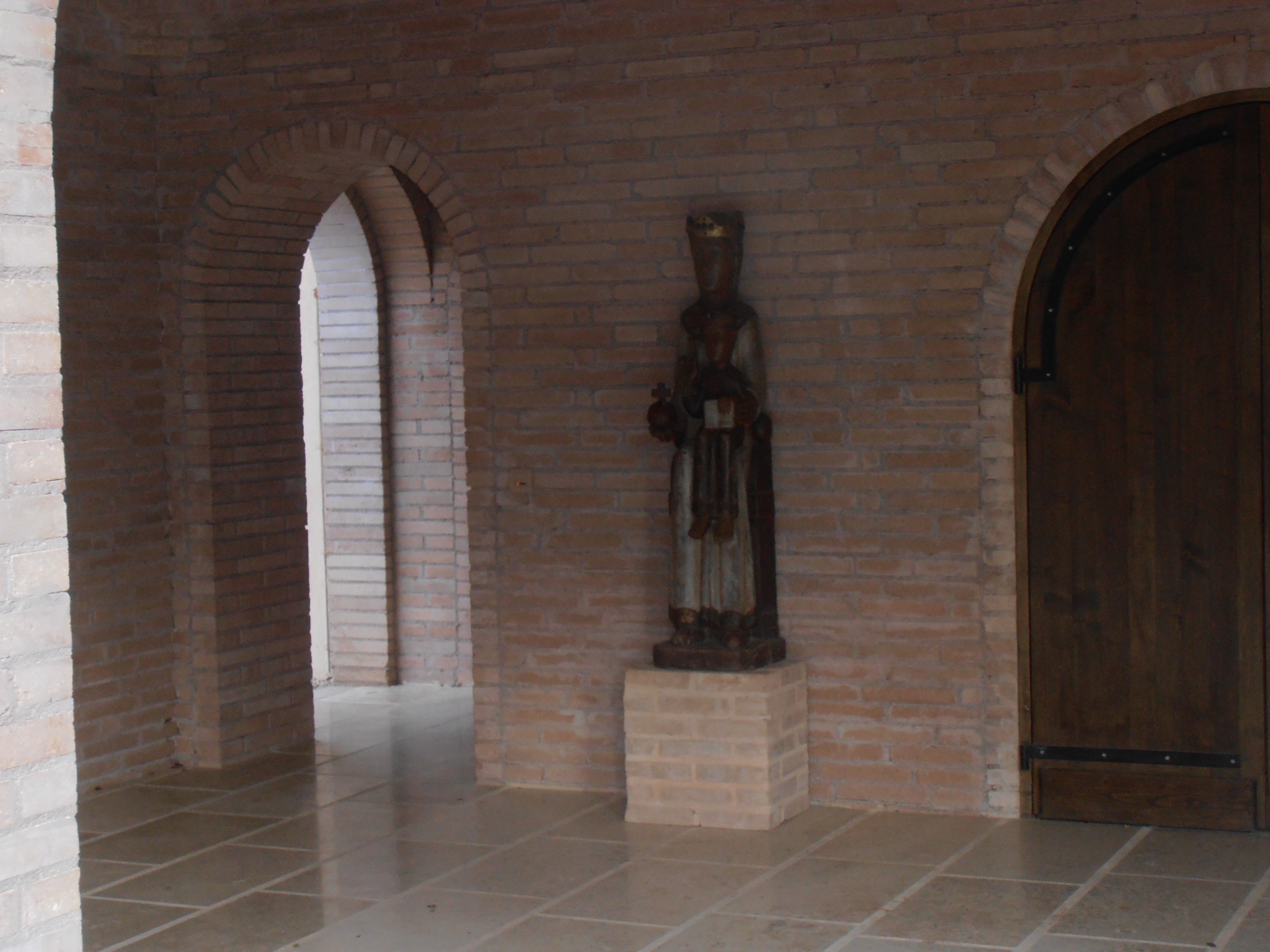
Intérieur entrée principale.
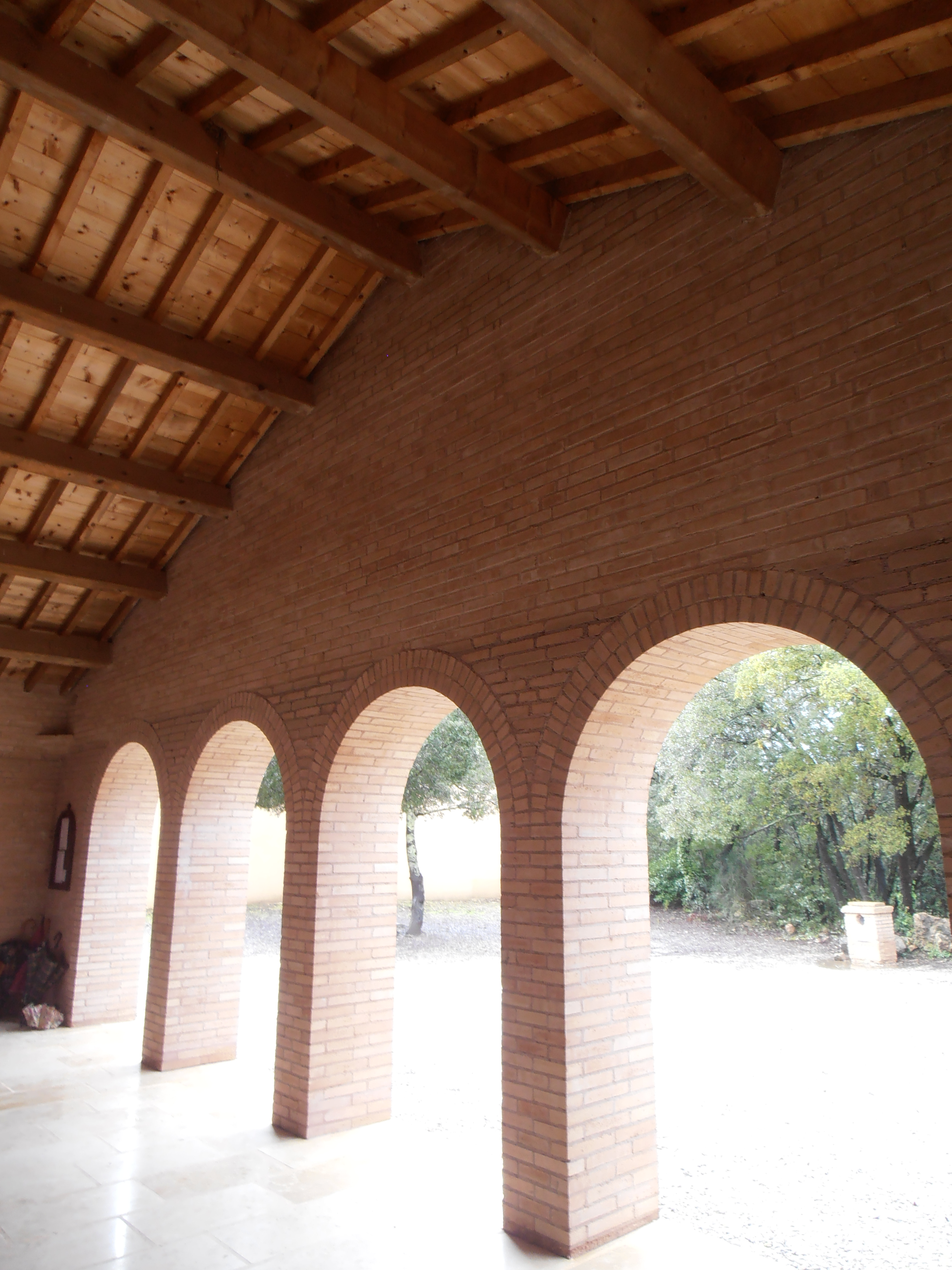
Intérieur entrée principale.
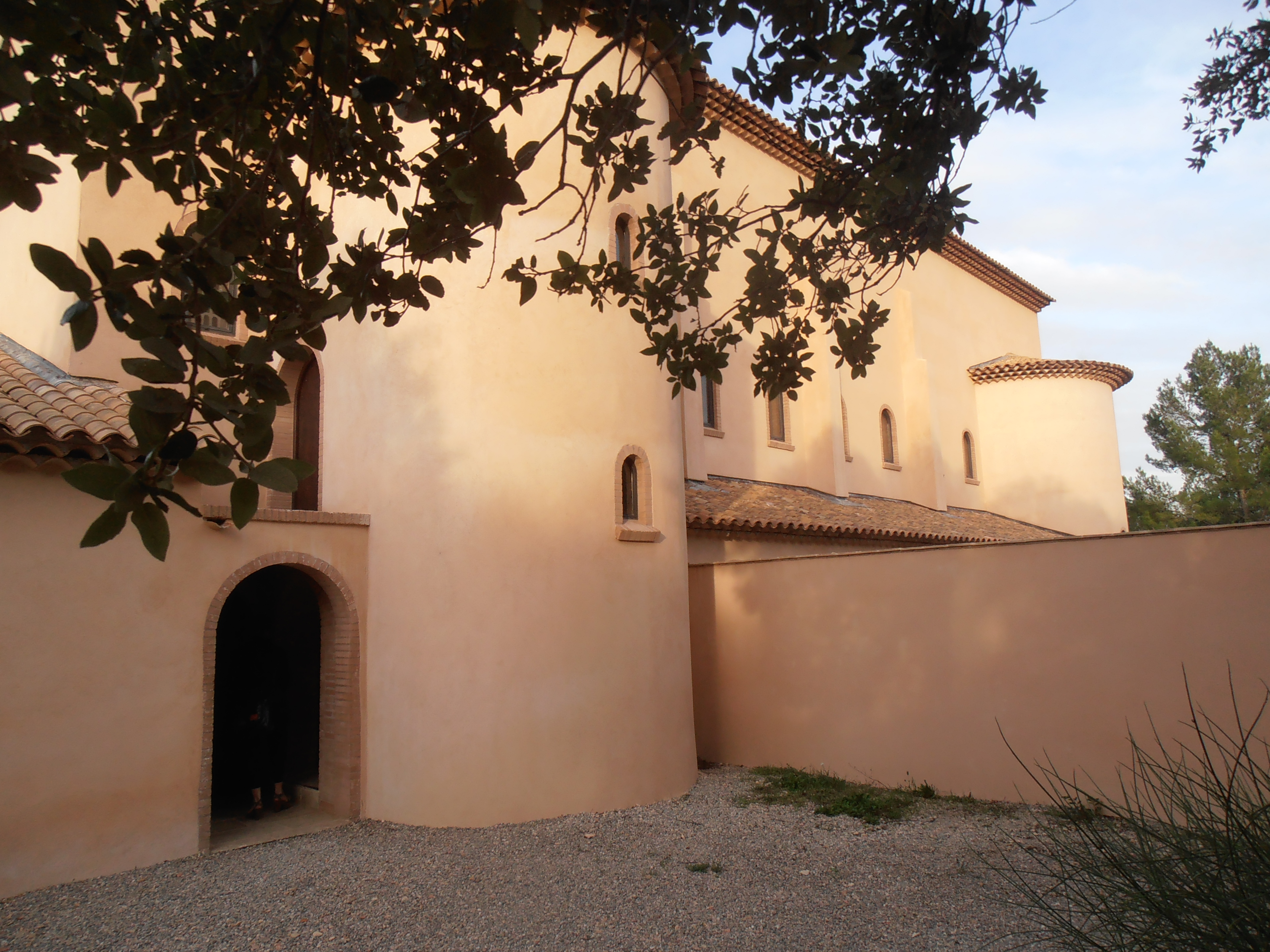
Entrée latérale.
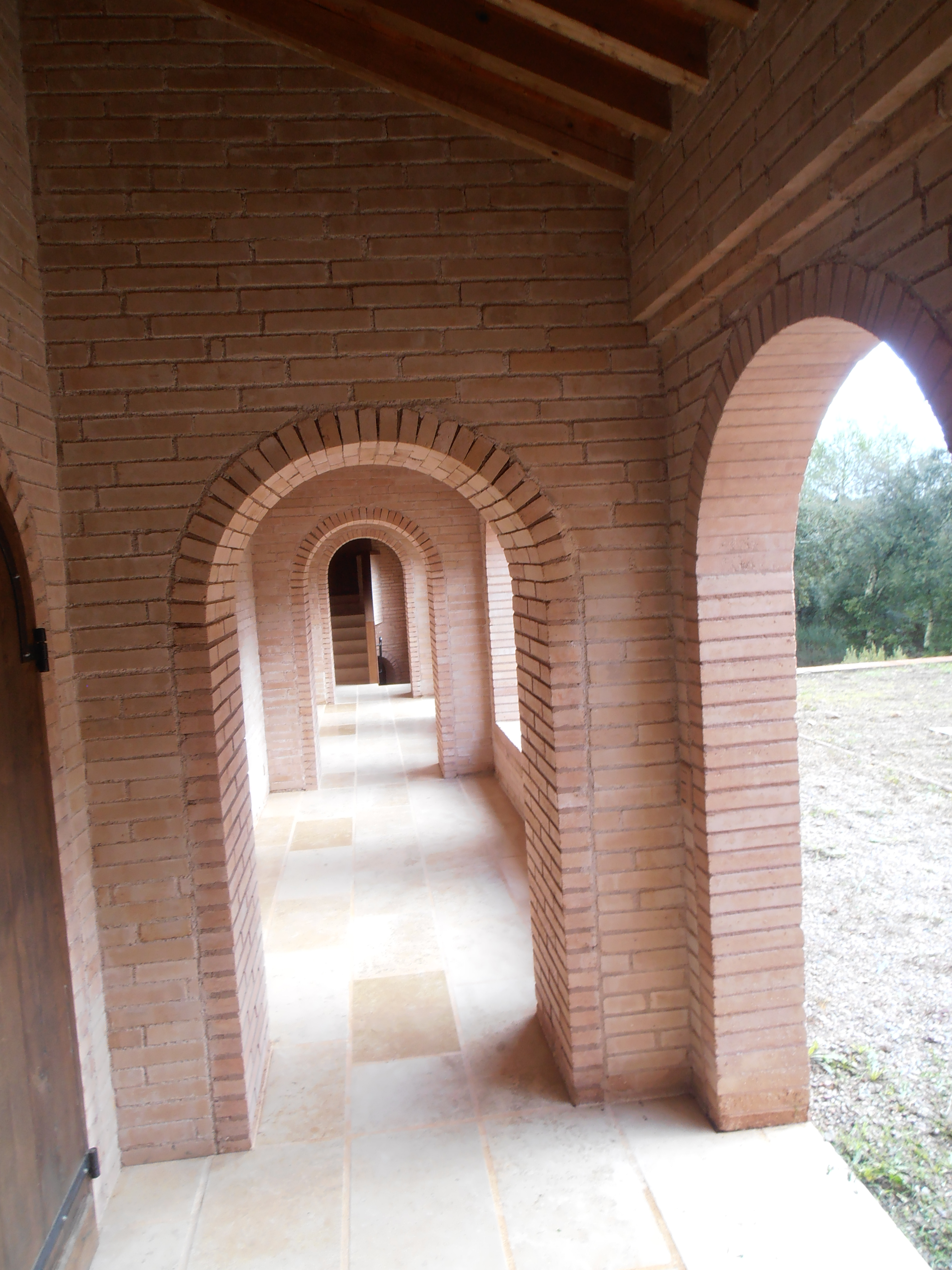
Pureté des constructions en briques et bois.

L’église du monastère, édifice de plan longitudinal, est composée d'une nef unique en 3 espaces distincts terminés par une abside semi-circulaire. 
Elle a été construite selon des techniques anciennes en briques rouges fabriquées manuellement en terre crue du pays et enduites au mortier de chaux.
Le parvis d'accueil, situé sur le chemin montant à l'église du monastère, comprenant une salle d'exposition de l'arisanat de la communauté et deux parloirs d'accueil pour les hôtes d'un jour, visiteurs, pèlerins et groupes divers a été engagé fin octobre 2018.
La Maison de Notre-Dame de Floriège, nom choisi en souvenir du lieu primitivement choisi pour l’implantation de l’abbaye cistercienne est le lieu d’accueil du monastère Notre-Dame du Torrent de Vie pour les familles des sœurs, des pèlerins, des scouts, des groupes paroissiaux, des aumôneries…